# Svartstrupig berghöna
Svartstrupig berghöna (Alectoris philbyi) är en fågel i familjen fasanfåglar inom ordningen hönsfåglar. Den förekommer enbart på sydvästra delen av Arabiska halvön. Trots det begränsade utbredningsområdet anses den inte vara hotad.

## Utseende
Svartstrupig berghöna liknar berghönan (Alectoris chukar) med sin gråbruna dräkt och flankerna tydligt bandade i svart och blekbeige. Den skiljer sig dock genom att ha svarta kinder och svart strupe, och en tunn vit linje som skiljer dessa från det blågrå huvudet. Näbb och ben är rosa.

## Läte
Lätet liknar berghönans (A. chukar), i engelsk litteratur återgivet som ett rytmiskt och upprepande "chuk chuk-a-chuk-kar" eller liknande. Vid uppflog hörs explosive "chork chork chork" eller mer babblande "chuk-a-chuk-oo". Arten hörs oftast tidigt eller sent på dagen.

## Utbredning och systematik
Fågeln förekommer endast i klippöknar i sydvästra Saudiarabien och norra Jemen. Den behandlas som monotypisk, det vill säga att den inte delas in i några underarter. Arten är nära släkt med stenhöna (A. graeca), berghöna och lössbergshöna (A. magna) Dessa har alla tidigare behandlats som en och samma art.

Utbredning för arterna i släktet Alectoris.

## Levnadssätt
Arten förekommer i klippiga sluttningar och sparsamt bevuxna områden. Den är höghöjdslevande och ses generellt över 2700 meters höjd. Den lever på marken av frön, annat växrmaterial och små ryggradslösa djur. Fågeln häckar från april till juni och lägger fem till åtta ägg i ett bo på marken. De skärfläckade beigea äggen ruvas i 25 dagar.

## Status
Arten har ett stort utbredningsområde och beståndet anses vara stabilt. Internationella naturvårdsunionen IUCN listar den därför som livskraftig (LC). Den rapporteras vara lokalt vanlig till sparsam.

## Namn
Fågelns vetenskapliga artnamn hedrar Harry St John Bridger Philby (1885–1960), brittisk upptäcktsresande och rådgivare till Ibn Saud, kung av Saudiarabien.